# Flexiseps tsaratananensis
Flexiseps tsaratananensis — вид сцинкоподібних ящірок родини сцинкових (Scincidae). Ендемік Мадагаскару.

## Поширення і екологія
Flexiseps tsaratananensis є ендеміками гірського масиву Царантана на північному сході острова Мадагаскар. Вони живуть у вологих гірських тропічних лісах та у високогірних пустищах. Зустрічаються на висоті від 2050 до 2870 м над рівнем моря.

## Збереження
МСОП класифікує цей вид як вразливий. Flexiseps tsaratananensis загрожує знищення природного середовища.